# سادوفو
سادوفو شهری در استان پلوودیو کشور بلغارستان است که جمعیت آن در سال ۲۰۰۱ میلادی ۲٬۶۱۳ نفر بوده‌است.